# Below Deck : Sailing Yacht
 (avril 2024).
La mise en forme du texte ne suit pas les recommandations de Wikipédia : il faut le « wikifier ».
Les points d'amélioration suivants sont les cas les plus fréquents :
- Les titres sont pré-formatés par le logiciel. Ils ne sont ni en capitales, ni en gras.
- Le texte ne doit pas être écrit en capitales (les noms de famille non plus), ni en gras, ni en italique, ni en « petit »…
- Le gras n'est utilisé que pour surligner le titre de l'article dans l'introduction, une seule fois.
- L'italique est rarement utilisé : mots en langue étrangère, titres d'œuvres, noms de bateaux, etc.
- Les citations ne sont pas en italique mais en corps de texte normal. Elles sont entourées par des guillemets français : « et ».
- Les listes à puces sont à éviter, des paragraphes rédigés étant largement préférés. Les tableaux sont à réserver à la présentation de données structurées (résultats, etc.).
- Les appels de note de bas de page (petits chiffres en exposant, introduits par l'outil «  Source ») sont à placer entre la fin de phrase et le point final[comme ça].
- Les liens internes (vers d'autres articles de Wikipédia) sont à choisir avec parcimonie. Créez des liens vers des articles approfondissant le sujet. Les termes génériques sans rapport avec le sujet sont à éviter, ainsi que les répétitions de liens vers un même terme.
- Les liens externes sont à placer uniquement dans une section « Liens externes », à la fin de l'article. Ces liens sont à choisir avec parcimonie suivant les règles définies. Si un lien sert de source à l'article, son insertion dans le texte est à faire par les notes de bas de page.
- La présentation des références doit suivre les conventions bibliographiques. Il est recommandé d'utiliser les modèles {{Ouvrage}}, {{Chapitre}}, {{Article}}, {{Lien web}} et/ou {{Bibliographie}}. Le mode d'édition visuel peut mettre en forme automatiquement les références.
- Insérer une infobox (cadre d'informations à droite) n'est pas obligatoire pour parachever la mise en page.

Pour une aide détaillée, merci de consulter Aide:Wikification.
Si vous pensez que ces points ont été résolus, vous pouvez retirer ce bandeau et améliorer la mise en forme d'un autre article.
Below Deck : Sailing Yacht est une émission de téléréalité américaine qui est le deuxième spin-off de la série Below Deck : La Vie à Bord. Elle est diffusée sur la chaîne américaine Bravo depuis le 3 février 2020. 
En France, la série est diffusée sur la chaîne E!.

## Concept
En plein cœur de la Méditerranée, l'équipage d'un yacht de luxe navigue entre défis personnels et exigences de passagers fortunés. À bord du Parsifal III, chaque croisière est marquée par des tensions, des romances et des drames imprévisibles. Entre paysages splendides et remous émotionnels, la vie à bord est tout sauf un long fleuve tranquille...
La série relate la vie des membres d'équipage qui travaillent et résident à bord d'un voilier de 54 mètres, le Parsifal III, lors d'une saison de location en Grèce (saison 1), Croatie (saison 2), Espagne - îles Baléares (saison 3), Italie (saison 4) et Ibiza (saison 5).

## Participants

### Saison 1: Grèce(Parsifal III)
- Glenn Shephard - Capitaine[2]
- Byron Hissey - Ingénieur en chef
- Paget Berry - Premier Officier
- Adam Glick - Chef Cuisinier
- Jenna MacGillivray - Cheffe Hôtesse de bord
- Madison Stalker - 2e Hôtesse de bord
- Georgia Grobler - 3e Hôtesse de bord
- Ciara Duggan - Matelot
- Parker McCown - Matelot (épisodes 1–12)
- Christopher Miller - Matelot (épisodes 12–17)

### Saison 2: Croatie(Parsifal III)
- Glenn Shephard - Capitaine[3]
- Colin Macrae - Ingénieur en chef
- Gary King - 1er officier
- Natasha De Bourg - Cheffe Cuisinier
- Daisy Kelliher - Cheffe Hôtesse de bord
- Dani Soares - 2e Hôtesse de bord
- Alli Dore - 3e Hôtesse de bord
- Sydney Zaruba - Skipper
- Jean-Luc Cerza Lanaux - Skipper

### Saison 3: Espagne - îles Baléares(Parsifal III)
- Glenn Shephard - Capitaine[4]
- Colin Macrae - Ingénieur en chef
- Gary King - 1er Officier
- Marcos Spaziani - Chef Cuisinier
- Daisy Kelliher - Cheffe Hôtesse de bord
- Gabriela Barragán - 2e Hôtesse de bord (épisodes 1–10)
- Ashley Marti - 3e Hôtesse de bord (épisodes 1–11), Hôtesse de bord junior (ep 12–17), 1ère Hôtesse de bord (épisodes 17)
- Kelsie Goglia - Skipper
- Tom Pearson - Skipper (épisodes 1–7)
- Barnaby Birkbeck - Skipper (épisodes 11–17)
- Scarlett Bentley - Hôtesse de bord junior (épisodes 12–17)

### Saison 4: Italie(Parsifal III)
- Glenn Shephard - Capitaine[5]
- Colin Macrae - Ingénieur en chef
- Gary King - 1er officier
- Ileisha Dell - Chef Cuisinier
- Daisy Kelliher - Cheffe Hôtesse de bord
- Lucy Edmunds - Hôtesse de bord junior
- Mads Herrera - Hôtesse de bord junior
- Chase Lemacks - Skipper
- Alex Propson - Skipper

### Saison 5: Espagne - Ibiza(Parsifal III)
- Glenn Shephard - Capitaine[6]
- Gary King - 1er officier
- Cloyse Martin - Chef Cuisinier
- Davide Morosi - Ingénieur en chef
- Daisy Kelliher - Cheffe Hôtesse de bord
- Keith Allen - Skipper
- Emma Crouch - Skipper
- Diana Cruz - Hôtesse de bord
- Danni Warren - Hôtesse de bord

## Controverse

### Plaintes pour inconduite et agression sexuelle
En août 2023, Samantha Suarez, maquilleuse professionnelle sur les émissions Below Deck : La Vie à Bord et Below Deck : Sailing Yacht, déclare dans un article du magazine Rolling Stone que la production avait contribué à dissimuler le fait que Gary King (1er officier de l'équipage) avait tenté d'abuser d'elle durant le tournage de la 4e saison de Below Deck : Sailing Yacht  à l'été 2022. Elle raconte avoir raccompagné King en état d'ébriété jusque sa chambre d'hôtel, et que celui-ci l'a agrippée par derrière, l'a pressée contre lui refusant de la laisser partir alors qu'elle se débattait. Réussissant à se libérer, il l'empêcha d'ouvrir la porte de sa chambre jusqu'au moment où il reçut un appel téléphonique, et pu s'échapper.
Samantha Suarez informa la production de cet incident, qui obligea Gary King a dormir sur le voilier durant les jours sans tournage, après avoir d'abord envisagé de le licencier pour inconduite.
Deux autres membres de l'équipe de production ont fait observer également le comportement de Gary King, indiquant qu'il avait caressé les fesses d'une membre de l'équipe et continué de façon inappropriée malgré le fait qu'elle ait prononcé le mot "Non" et lui avoir demandé d'arrêter. Il a également été déclaré qu'il avait attrapé les parties génitales d'un membre de l'équipe de production à deux occasions, alors qu'il était en état d'ébriété.

## Voilier

### Parsifal III
Le Parsifal III est un voilier de 54 mètres de longueur et 10,70 mètre de largeur, construit en 2005 par Perini Navi. Le voilier a été réaménagé en 2023 par Rémi Tessier et peut accueillir jusqu'à 12 passagers sur 6 cabines, et 9 membres d'équipage.